# Lémance
La Lémance è un fiume del sudovest della Francia che scorre nei dipartimenti della Dordogna e del Lot e Garonna. È un affluente del fiume Lot alla riva destra, dunque un subaffluente della Garonna.

## Geografia
Lunga 34,5 km, la Lémance nasce a Prats-du-Périgord, nel dipartimento della Dordogna, nel Périgord nero, e confluisce nel Lot nel dipartimento di Lot e Garonna, all'altezza dei comuni di Fumel e Monsempron-Libos, tra i quali essa traccia un confine naturale. La strada dipartimentale 710 segna la sua valle per la maggior parte del suo corso.

### Dipartimenti e comuni attraversati
- Dordogna: Prats-du-Périgord, Besse, Saint-Cernin-de-l'Herm, Villefranche-du-Périgord e Lavaur.
- Lot e Garonna: Sauveterre-la-Lémance, Saint-Front-sur-Lémance, Cuzorn, Monsempron-Libos, Fumel

### Principali affluenti
(rd=riva destra; rs=riva sinistra)
| - La Bessoullière. rg: 3,2 km - Le Caverieux, 7,1 km - Le Tourtillou, 5 km - La Ménaurie. rd: 7,2 km - Torrente des Griffouillères, 3,6 km - Le Sendroux, 6 km | - Torrente di Mortarieu, 3 km - La Briolance. rd: 9,6 km - Torrente di Lasbozios, 3 km - Torrente della Poulétie, 3,4 km - Torrente del Vignal, 4,5 km - Torrente di Lestancou, 5,4 km |

## Idrologia
L'alimentazione pluviale della Lémance spiega i bruschi cambiamenti della sua portata, le brutali esondazioni che si possono verificare in casi di temporali, possono assumere talvolta un carattere catastrofico.
La Lémance non è un fiume demaniale, cioè appartiene ai proprietari rivieraschi fino a metà del letto.
Tuttavia una struttura intercomunale, il sindacato di regolamentazione e di gestione delle valli della Lémance e della Thèze, effettua dei lavori d'interesse generale.
La Lémance presenta delle magre forti e solo la sua parte a valle (a partire da Cuzorn) è rialimentata.
La Lémance è un fiume poco abbondante, come la maggior parte dei fiumi della pianura del bacino aquitano centrale e orientale. La sua portata è stata osservata per un periodo di 41 anni (1968-2008), a Cuzorn, località del dipartimento di Lot e Garonna situata a qualche chilometro a monte della sua confluenza con il Lot. La superficie considerata è di 234 km², per un bacino idrografico totale del fiume che ne conta 270.
Il modulo del fiume a Cuzorn è 1,28 m³/s.
La Lémance presenta delle fluttuazioni stagionali di portata poco marcate, con piene invernali e primaverili che segnano portate medie mensili da 1,53 a 2,18 m³/s, da gennaio a maggio incluso (con un massimo in febbraio). Dal mese di maggio, la portata media del fiume cala lentamente, e questo calo si protrae fino al periodo di magra che ha luogo in agosto e settembre, comportando una magra di portata media mensile che arriva fino a 0,616 m³ nel mese di settembre, ciò che rimane molto consistente. A partire dal mese di ottobre la portata risale progressivamente. Tuttavia le fluttuazioni di portata sono più pronunciate per periodi più brevi e a seconda delle annate.